# Venus Palermo
Venus Isabelle Palermo (8 de fevereiro de 1997), mais conhecida como Venus Angelic, é uma personalidade do YouTube, famosa por sua aparência de boneca.
Ela ficou conhecida como "boneca viva" depois que seu vídeo do YouTube "How to look like a doll" se tornou um viral em março de 2012. Em dezembro de 2015, o vídeo alcançou mais de 13.000.000 visualizações. Ela foi destaque na série de documentários da TLC "My Strange Addiction" em 2014, em um episódio chamado "I'm A Living Doll".
Em 2013, Palermo lançou uma versão cover da canção "I Love It", do duo sueco Icona Pop, a qual alcançou a posição #71 no UK Singles Chart.